# بلحسن العلوی
بلحسن العلوی (انگلیسی: Belhassen Aloui؛ زادهٔ ۱۷ مارس ۱۹۷۳) بازیکن فوتبال اهل تونس بود.
از باشگاه‌هایی که در آن بازی کرده‌است می‌توان به باشگاه فوتبال آفریقایی و باشگاه فوتبال اسپرانس تونس اشاره کرد.
وی همچنین در تیم ملی فوتبال تونس بازی کرده‌است.